# De Lorean DMC-12
De Lorean DMC-12 je sportski automobil kojeg je 1981. i 1982. godine u Severnoj Irskoj za američko tržište proizvodila kompanija De Lorean Motor Company. Automobil se popularno najčešće naziva De Lorean jer je bio jedini automobil kojeg je proizvodila ta kompanija. DMC-12 je imao vrata u obliku galebovih krila (eng. gullwing) i karoseriju od nerđajućeg čelika.
Prvi prototip automobila pojavio se u 1976. godine. Serijski model koristio je šasiju i ogibljenje Lotusa Esprit, a dizajnirao ga je Giorgetto Giugiaro. Proizvodnja je započela u januaru 1981. u DMC-jevoj fabrici u Dunmurryju, u Severnoj Irskoj. Pre završetka proizvodnje krajem 1982. ukupno je proizvedeno oko 9.000 primeraka ovog automobila, a veruje se da ih danas u svetu još postoji oko 6.500 koji su u voznom stanju.
Serijske modele De Loreana DMC-12 pokretao je 2.8-litarski benzinski V6 motor sa oko 130 konjskih snaga kojeg su razvili Pežo, Reno i Volvo (PRV-motor). John DeLorean je u početku planirao ugradnju motora s 200 konjskih snaga, ali se na kraju zadovoljio sa 170 konjskih snaga. Međutim, američki zakoni o ispušnim plinovima zahtevali su ugradnju katalizatora u svaki automobil na tadašnjem tržištu, što je smanjilo snagu motora za oko 40 konjskih snaga, pritom značajno pogoršavši performanse automobila. Prema fabričkim podacima ubrzanje od 0 do 60 milja na sat (96 km/h) iznosilo je 8.8 sekundi, što bi bila respektabilna vrednost za tadašnje automobile, iako je američki magazin Road & Track izmerio 10.5 sekundi. Moguće je da je fabrika navodila podatke merene na modelu sa evropskom verzijom motora sa 200 konjskih snaga. Maksimalna brzina automobila iznosi oko 200 km/h. Naziv DMC-12 potiče od plana prema kojem je novi automobil trebao koštati 12.000 dolara, iako je cena na kraju iznosila 25.000 dolara, što je preračunato u vrednost novca 2007. godine više od 60.000 dolara.
Iako mnogi DMC-12 smatraju jednim od najvećih promašaja u istoriji automobilske industrije, automobil je stekao kultni status nekoliko godina nakon prestanka proizvodnje kada se pojavio u ulozi vremeplova u popularnoj filmskoj trilogiji Povratak u budućnost.